# Danny Rose
Daniel Lee Rose ou simplesmente Danny Rose (Doncaster, 2 de julho de 1990), é um futebolista inglês que atua como lateral-esquerdo. Atualmente está sem clube.

## Carreira
Rose foi formado pelas categorias de base do Leeds United. Em 25 de julho de 2007, ele assinou pelo Tottenham Hotspur, por uma quantia de £1 milhão.
Danny foi colocado no banco de reservas da equipe principal do Tottenham em janeiro de 2008, em partida contra o Sunderland. O seu progresso foi temporariamente interrompido, entretanto, devido a uma séria lesão no joelho em setembro do mesmo ano.
Em março de 2009, Rose foi emprestado ao Watford para o final da temporada 2008-09. O treinador do Watford, Brendan Rodgers, descreveu Rose como "altamente talentoso, jogador comprometido", que possui "boa energia e real inteligência com a bola". Ele fez a sua estreia no Watford contra o Doncaster Rovers, em vitória por 2 a 1 fora de casa, em 4 de abril.
Em 1 de junho de 2009, ele foi convocado à Seleção Inglesa Sub-21 para o Campeonato Europeu, que ocorreria no final daquele mês, e fez a sua estreia entrando na equipe em vitória por 7 a 0 contra o Azerbaijão, em 8 de junho.
No dia 14 de abril de 2010, ele foi titular pela primeira vez na liga inglesa, e marcou um dos gols da vitória por 2x1 contra o Arsenal, quebrando um tabu de 10 anos sem vitórias contra o Arsenal.
Em agosto de 2012 foi emprestado ao Sunderland. Em 2012 fez parte do elenco da Seleção Britânica da Olimpíadas de 2012.

## Títulos

### Individuais
- Equipe do Ano PFA da Premier League: 2015–16[7], 2016–17[8]